# Hill Country Village (Teksas)
Hill Country Village je grad u američkoj saveznoj državi Teksas. Prema popisu stanovništva iz 2010. u njemu je živjelo 985 stanovnika.